# Barry Adam
Barry Adam (* 1952 in Yorkton, Saskatchewan) ist ein kanadischer Soziologe, AIDS-Aktivist und Autor.

## Leben
Adam studierte Soziologie an der Simon Fraser University, wo er 1972 einen Bachelor erreichte, und an der University of Toronto, wo ihm 1977 der PhD gelang. Als Hochschullehrer für Soziologie lehrte er an der University of Windsor in Windsor, Ontario. Als Autor schrieb er mehrere Werke.

## Werke (Auswahl)
- 1978: The Survival of Domination, New York: Elsevier/Greenwood
- 1995: The Rise of a Gay and Lesbian Movement, Social Movements Past and Present Series, New York: Twayne Publishers
- 1996: Experiencing HIV, New York: Columbia University Press, (gemeinsam mit Alan Sears)
- 1999: The Global Emergence of Gay and Lesbian Politics, Philadelphia: Temple University Press, (gemeinsam mit Jan Willem Duyvendak und André Krouwel)
- 2011: Special issue on “Emerging directions in sociological research on sexuality”, Canadian Review of Sociology

## Auszeichnungen und Preise (Auswahl)
- 2006: Career Scientist Award in Risk, Culture and Sexuality vom Ontario HIV Treatment Network
- 2007: Simon-Gagnon Award
- 2012: Community Partners Award vom Ontario AIDS Network
- 2013: Queen Elizabeth II Diamond Jubilee Medal
- 2017: Anselm Strauss Preis

## Einzelnachweis
1. ↑  Montrealgazette: Dr. Barry Adam explores how neoliberalism and masculinity affect HIV risk

| Personendaten    | Personendaten                                  |
| ---------------- | ---------------------------------------------- |
| NAME             | Adam, Barry                                    |
| KURZBESCHREIBUNG | kanadischer Soziologe, AIDS-Aktivist und Autor |
| GEBURTSDATUM     | 1952                                           |
| GEBURTSORT       | Yorkton, Saskatchewan                          |